# Franz Xaver Karl
Franz Xaver Karl (Pseudonym: FX Karl, * 1961 in Schönberg/Bayerischer Wald) ist ein deutscher Journalist und Schriftsteller. 

## Leben
Franz Xaver Karl studierte Philosophie und Literaturwissenschaft. Neben seiner Tätigkeit als Journalist für Zeitschriften, Fernsehen und Rundfunk verfasst er erzählende Werke. Karl lebt in München und erhielt 2005 ein Literaturstipendium der bayerischen Landeshauptstadt.

## Werke
- Memomat, München 2002
- Starschnitt, München 2004
- Fünf Tage im Juli, München 2007

## Auszeichnungen
- 2014 Bayerischer Fernsehpreis gemeinsam mit Sylvia Griss als Redakteure von Capriccio (BR)

## Belege
1. ↑  http://www.muenchen.de/cms/prod2/mde/_de/rubriken/Rathaus/40_dir/presseservice/archiv/2005/ru/138.pdf, gesehen am 26. Juni 2011

| Personendaten    | Personendaten                              |
| ---------------- | ------------------------------------------ |
| NAME             | Karl, Franz Xaver                          |
| KURZBESCHREIBUNG | deutscher Journalist und Schriftsteller    |
| GEBURTSDATUM     | 1961                                       |
| GEBURTSORT       | Schönberg (Niederbayern), Bayerischer Wald |